# مؤمل عبدالرضا
مؤمل عبدالرضا (زاده ۲۸ مهٔ ۱۹۹۸) بازیکن فوتبال اهل کشور عراق است که در پست هافبک برای تیم ملی فوتبال عراق بازی می‌کند.